# Myoxocephalus tuberculatus
Myoxocephalus tuberculatus är en fiskart som beskrevs av Soldatov och V.F. Pavlenko 1922. Myoxocephalus tuberculatus ingår i släktet Myoxocephalus och familjen simpor. IUCN kategoriserar arten globalt som otillräckligt studerad. Inga underarter finns listade i Catalogue of Life.